# Смирнов, Сергей Сергеевич (геолог)
Серге́й Серге́евич Смирно́в (2 [14] сентября 1895, Иваново-Вознесенск, Владимирская губерния — 20 августа 1947, Ленинград) — советский учёный-геолог, специалист в области минералогии рудных месторождений. Академик АН СССР (1943).

## Биография
Родился 2 (14) сентября 1895 года в городе Иваново-Вознесенске, в семье рабочего-гравёра текстильной фабрики.
В 1913—1919 годах учился в Горном институте в Петрограде. После окончания учёбы оставлен ассистентом при кафедре минералогии, где вёл курс металлооптики минералов.
В 1930 году избран профессором, заведовал кафедрой минералогии ЛГИ.
В 1923 году избран инженером-геологом Геологического комитета. Вёл исследования в области минералогии и учения о рудных месторождениях.
Член-корреспондент АН СССР по отделению математических и естественных наук (1939). Академик АН СССР по отделению геолого-географических наук (27.09.1943).
С 1945 года — руководитель рудного отдела Института геологических наук АН СССР.
С 1945 года — председатель Всесоюзного минералогического общества.
Скончался 20 августа 1947 года. Похоронен в Санкт-Петербурге на Литераторских мостках Волковского кладбища.

### Семья
Жена — Ольга Платоновна. Сын и дочь.

## Награды и премии
- Орден Ленина (10 июня 1945)
- Орден Ленина (22 сентября 1945) — за выдающиеся заслуги в области геологии, в связи с 50-летием со дня рождения
- Орден Ленина
- четыре ордена Трудового Красного Знамени[5]
- Сталинская премия I степени (1946) — за открытие и исследование оловорудных месторождений на Востоке и Юго-Востоке СССР, имеющих большое народнохозяйственное значение
- медаль «За доблестный труд в Великой Отечественной войне»[5]

## Членство в организациях
- 1924 — Российское минералогическое общество
- 1939 — Член-корреспондент АН СССР
- 1943 — Действительный член (академик) АН СССР
- 1947 — Почётный член Французского Минералогического общества[5].

## Память
- В честь С. С. Смирнова названы минералы — смирновскит[6] и сергейсмирновит[7].
- В честь С. С. Смирнова РАН в 1994 году учредила премию — «Премия имени С. С. Смирнова»[8]
- В честь С. С. Смирнова названа подводная гора (гора Смирнова, Охотское море, Курильские острова, гора была открыта в 1949—1955 гг. научно-исследовательским судном «Витязь», тогда же было присвоено название)[9].

## Основная библиография
- Бетехтин А. Г., Болдырев А. К., Годлевский М. Н., Смирнов С. С. и др. Рабочая книга по минералогии: В 2 т. / Под ред. А. К. Болдырева. — Л.; М.; Новосибирск: Гос. науч.-тех. горн. изд-во, 1932: Ч. 1. — 312 с.; Ч. 2. — 248 с.
- Курс минералогии: учебное пособие для университетов / Бетехтин А. Г., Болдырев А. К., Годлевский М. Н., Григорьев Д. П., Киселёв А. И., Левицкий О. Д., Разумовский Н. К., Смирнов А. А., Смирнов С. С., Соболев В. С., Соловьёв С. П., Успенский Н. М., Черных В. В., Шаталов Е. Т., Шафрановский И. И.; Болдырев А. К., Разумовский Н. К., Черных В. В. (ред.). — Л.; М.: ОНТИ, Глав. ред. геол.-развед. и геодез. лит., 1936. — 1052 с.
- Смирнов С. С. Зона окисления сульфидных месторождений. — Л.; М.: ОНТИ, Гл. ред. геол.-развед. и геодез. лит., 1936. — 292 с.; 2-е изд., доп. — М.: Изд-во АН СССР, 1951. — 336 с.; 3-е изд. — М.; Л.: Изд-во АН СССР, 1955. — 332 с.
- Смирнов С. С. Очерк металлогении Восточного Забайкалья. — М.; Л.: Госгеолиздат, 1944. — 91 с.
- Смирнов С. С., Левицкий О. Д., Радкевич Е. А. и др. Геология олова. — М.; Л.: Изд-во АН СССР, 1947. — 519 с. (Тр. ИГН АН СССР. Сер. рудн. месторождений; Вып. 82. — № 8).
- Смирнов С. С. Минерально-сырьевая база. О некоторых тенденциях современного её развития // Природа. — 1947. — № 11. — С. 30—40.
- Зона окисления сульфидных месторождений / С. С. Смирнов; АН СССР. — 2-е изд. — М.—Л.: Издательство Академии наук СССР, 1955. — 332 с.
- Полиметаллические месторождения и металлогения Восточного Забайкалья / С. С. Смирнов; ред.: А. Г. Бетехтин, Ф. И. Вольфсон. — М.—Л.: Издательство Академии наук СССР, 1961. — 507 с.
- Рудные месторождения и металлогения восточных районов СССР / С. С. Смирнов; АН СССР. — М.: Издательство Академии наук СССР, 1962. — 359 с. + 3 л. схем и карт.